# SN 2009el
SN 2009el – supernowa typu II odkryta 12 maja 2009 roku w galaktyce E269-G74. W momencie odkrycia miała maksymalną jasność 15,30m.